# Psittacula himalayana
Il parrocchetto testardesia (Psittacula himalayana (Lesson, 1823) è un uccello della famiglia degli Psittaculidi. Del tutto simile al parrocchetto testaprugna, dal quale differisce sostanzialmente per la colorazione del capo tendente al grigio violaceo e per la taglia attorno ai 40 cm, vive nella zona dell'Himalaya, tra i 1350 e i 2500 metri.